# Oleg Kulik
Pour les articles homonymes, voir Kulik.
Oleg Kulik est un artiste plasticien russe né à Kiev en 1961. Il est particulièrement connu pour son travail sur l'animalité de l'homme, se produisant lors de performances à quatre pattes et tenu en laisse.

## Biographie
Kulik naît à Kiev en 1961. Il commence sa carrière à Moscou dans les années 1990 ; ses travaux s’orientent vers les thèmes de l’anthropocentrisme et de l’animalité de l’être humain. En 1996, il est invité à participer à l’exposition Interpol, qui se tient à Stockholm et vise à présenter des artistes des anciens blocs de l’Est et de l’Ouest en un même événement. Dans le cadre de sa performance « Dog House », Oleg Kulik joue le rôle d’un « chien méchant », attaquant les œuvres des autres artistes (notamment celles de Wenda Gu et Ernst Billgren) et menaçant les visiteurs,. Après l’exposition, l’artiste explique sa démarche dans deux lettres intitulées « Why Have I Bitten a Man? » (« Pourquoi j’ai mordu un homme ») et « To Bite or to Lick » (« Mordre ou lécher »).
L’année d’après, il propose la performance « I Bite America and America Bites Me » (« Je mords l’Amérique et l’Amérique me mord »), dans laquelle il est enfermé dans une cage de béton, d’acier et de verre renforcé. Les visiteurs peuvent, en signant une décharge et munis de tenues protectrices, rentrer dans la cage pour interagir avec l’artiste. Cette installation amène entre autres des réflexions sur le rôle des odeurs dans la société, puisque les odeurs de l’artiste habitant l’exposition en tant que chien sont d’origine humaines, mais dérangent car elles ne correspondent pas aux règles et routines d’hygiène implicitement imposées par la société.
La police française fait retirer des photos issues de son travail lors de la FIAC (Foire internationale d'art contemporain) en 2008 à Paris. En 2009, il présente, de retour à Paris, une mise en scène des Vespro della Beata Vergine de Monteverdi au Théâtre du Châtelet. Kulik réitère l’expérience de la mise en scène en 2011, toujours au théâtre du Châtelet, avec Le Messie de Haendel.
Oleg Kulik est représenté par la Galerie Rabouan Moussion Paris.